# Хансен, Ева Кристин
Ева Кристин Хансен (норв. Eva Kristin Hansen; род. 5 марта 1973, Тронхейм, Сёр-Трёнделаг) — норвежский политический деятель. Член Рабочей партии. Президент Стортинга (норвежского парламента) с 9 октября по 23 ноября 2021 года. Третья женщина на этой должности после Кирсти Колле Грёндаль (1993—2001) и Туне  Трёэн (2018—2021). В прошлом — первый вице-президент стортинга (2017—2021). Депутат стортинга с 2005 года.

## Биография
Родилась 5 марта 1973 года в Тронхейме.
Изучала общественные науки в Норвежском университете естественных и технических наук в Тронхейме и в Университете Осло.
В 1990—1997 годах — член исполнительного комитета регионального отделения молодёжного крыла Рабочей партии (AUF) в провинции Сёр-Трёнделаг, в 1996—1997 годах — его председатель. В 2000—2002 годах — председатель AUF. В 2003—2005 годах — депутат городского совета Тронхейма и член исполнительного комитета отделения Рабочей партии в Тронхейме. В 2003—2009 годах — вице-председатель регионального отделения Рабочей партии в провинции Сёр-Трёнделаг, с 2009 года — его председатель.
В 1999—2000 годах работала в Норвежском профессиональном союзе муниципальных служщих (NKF). В 2003—2004 годах — менеджер проекта в коммуне Рисса. В 2004—2005 годах работала в Норвежской конфедерации профсоюзов (LO).
По результатам парламентских выборов 2005 года избрана депутатом стортинга от Рабочей партии в округе Сёр-Трёнделаг. Переизбрана в 2009, 2013, 2017 и 2021 годах.
В 2017 году избрана первым вице-президентом стортинга. В 2021 году избрана президентом стортинга.